# Parazinho
Parazinho là một đô thị thuộc bang Rio Grande do Norte, Brasil. Đô thị này có diện tích 274,668 km², dân số năm 2007 là 4580 người, mật độ 16,7 người/km².